# CTCSS
Em telecomunicações, CTCSS (Acrônimo para o inglês: Continuous Tone-Coded Squelch System)
é um circuito que é usado para reduzir a interferência para outros usuários em um canal compartilhado de rádio comunicação. Onde mais de um grupo de usuários está no mesmo canal (chamado co-usuários), o CTCSS filtra outros usuários, se eles estiverem usando um tom CTCSS diferente ou nenhum CTCSS.
Ao invés de receber qualquer sinal de áudio, o rádio receptor irá receber apenas quando houver a presença de um sinal E do tom CTCSS correto. Funciona como o uso de uma fechadura em uma porta. Um rádio sem CTCSS irá reproduzir qualquer sinal, enquanto um com CTCSS ignora qualquer sinal com exceção dos sinais codificados com o tom CTCSS correto.

## Exemplo
Como um exemplo simples, imagine uma frequência de rádio que é compartilhada por uma pizzaria e um hospital. Os rádios convencionais sem CTCSS, ouviriam todas as transmissões dos dois grupos. O hospital teria que ouvir os pedidos de pizza, e a pizzaria teria que ouvir os doutores sendo chamados para as cirurgias. Se ambos estivessem usando CTCSS, unidades de cada grupo ouviriam apenas os rádios de seus próprios grupos. Isso reduziria mensagens cruzadas e a distração de transmissões desnecessárias.

## Teoria de Operação
Rádios em um sistema profissional usando CTCSS transmitem os seus próprios tons-código sempre que o botão "transmitir" é pressionado (simultaneamente com a voz). Isso é chamado codificação CTCSS. O CTCSS continuamente sobrepõe um dos aproximadamente 50 tons no sinal transmitido, indo de 67 à 257 Hz. Os tons usados podem ser referidos como sub-audíveis. 
A habilidade de um receptor ignorar o áudio até que ele detecte uma transmissão com o tom CTCSS correto é chamado decodificação. Receptores são equipados com sistemas que permitem desabilitar o CTCSS.
Em muitos rádios, podem ser encontrados dois botões separados, chamados Push-To-Talk e MON. Quando pressionado, o botão MON (abreviação para "MONitor"), desabilita o decodificador CTCSS e reverte o receptor, tornando-o capaz de ouvir qualquer sinal naquele canal. Isso é chamado de função monitor. Algumas vezes existe uma trava mecânica no receptor: O usuário deve pressionar o botão monitor ou o botão push-to-talk será travado e não poderá ser pressionado, ou seja, o equipamento força o usuário a monitorar. 
Em rádios móveis, o microfone geralmente é destacável. Quando o usuário destaca o microfone de seu suporte para fazer uma transmissão, um interruptor no suporte do microfone força o receptor a "monitorar" o canal.
Em um Walkie-talkie, um LED varia entre verde, amarelo ou laranja, indicando se algum outro usuário está falando no mesmo canal (este LED também pode ser substituído pelas letras RX em unidades equipadas com Displays LCD). Alguns rádios modernos têm um sistema chamado "Trava de canal ocupado", que não deixa o usuário transmitir enquanto o rádio está recebendo um sinal.
Um Decodificador CTCSS é um filtro de banda muito estreito que filtra o tom CTCSS desejado. O resultado da filtragem é amplificado, criando uma certa voltagem sempre que o tom desejado está presente. A voltagem criada pela amplificação é usada para ligar ou desligar o autofalante do receptor.
Em um receptor de comunicações profissional desenhado para o uso do CTCSS, os tons CTCSS abaixo de 300 Hz são filtrados para que eles não sejam ouvidos no autofalante. As curvas de áudio variam de um receptor para outro e alguns rádios deixam os tons CTCSS serem ouvidos.

## Lista de tons
Os tons CTCSS são padronizados e podem estar listados nos manuais dos equipamentos ou por entidades como a Anatel. Alguns sistemas usam tons diferentes dos padrões. 
| PL   | Hz     |
| ---- | ------ |
| XZ   | 67.0   |
| WZ   | 1 69.3 |
| XA   | 71.9   |
| WA   | 74.4   |
| XB   | 77.0   |
| WB ² | 79.7   |
| YZ   | 82.5   |
| YA   | 85.4   |
| YB   | 88.5   |
| ZZ   | 91.5   |
| ZA   | 94.8   |
| ZB   | ³ 97.4 |

| PL   | Hz    |
| ---- | ----- |
| 1Z   | 100.0 |
| 1A   | 103.5 |
| 1B   | 107.2 |
| 2Z   | 110.9 |
| 2A   | 114.8 |
| 2B   | 118.8 |
| 3Z   | 123.0 |
| 3A   | 127.3 |
| 3B   | 131.8 |
| 4Z   | 136.5 |
| 4A   | 141.3 |
| 4B   | 146.2 |
| 5Z   | 151.4 |
| 5A   | 156.7 |
| 5B   | 162.2 |
| 6Z   | 167.9 |
| 6A   | 173.8 |
| 6B   | 179.9 |
| 7Z   | 186.2 |
| 7A   | 192.8 |
|      | 199.5 |
| 8Z 4 | 206.5 |
| 5    | 213.8 |
| 5    | 221.3 |
| 9Z 4 | 229.1 |
| 5    | 237.1 |
| 5    | 245.5 |
| 0Z 4 | 254.1 |

| PL | Hz    |
| -- | ----- |
|    | 159.8 |
|    | 165.5 |
|    | 171.3 |
|    | 177.3 |
|    | 183.5 |
|    | 189.9 |
|    | 196.6 |
| M1 | 203.5 |
| M2 | 210.7 |
| M3 | 218.1 |
| M4 | 225.7 |
| M5 | 233.6 |
| M6 | 241.8 |
| M7 | 250.3 |

## Interferência e o CTCSS
Em usos não-críticos, o CTCSS também pode ser usado para "esconder" a presença de sinais de interferência. Receptores com especificações pobres - como scanners e rádios móveis de baixo custo - não conseguem rejeitar os sinais fortes presentes nos ambientes urbanos. A interferência ainda estará presente, porém o decodificador irá ignorá-la. Mesmo assim, ela ainda degradará a performance do sistema.
Não é uma boa ideia usar qualquer sistema de codificação por tom para esconder interferências em sistemas envolvidos com a segurança da vida ou segurança pública, como a polícia, bombeiros, busca e resgate e ambulâncias. Adicionar um tom digital a um sistema de rádio não resolve a interferência, ele estará apenas "mascarando" a interferência. A presença de sinais de interferência deve ser corrigida ao invés de mascarada. Sinais de interferência mascarados por codificação por tom irão produzir mensagens cruzadas aleatórias. Usuários não entenderão por quê eles não conseguem ouvir uma transmissão e irão perder a confiança em seus sistemas de rádio.